# Auro 11.1

Logotipo deAuro 11.1

Auro 11.1 es uno de los diseños cinemáticos de altavoces del formato Auro-3D, inventado en 2005 por Wilfried van Baelen (CEO Auro Technologies, CEO Galaxy Studios). El formato de audio de cine Auro 11.1 es compatible con Barco, una tecnología de visualización global y empresa de proyección de cine digital.

## Funcionamiento

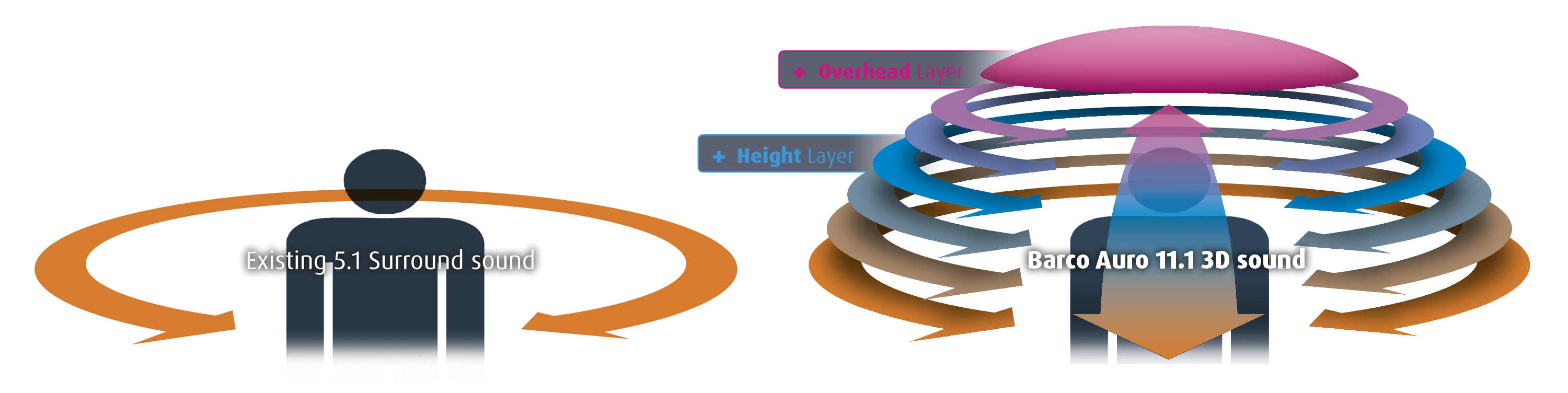
Comparación de 5.1 (izquierdo) y Auro 11.1 (correcto)

El formato de sonido de cine Auro 11.1 es una extensión del formato de sonido envolvente 5.1 existente mediante la incorporación de canales de altura y techo para permitir la colocación y el barrido del sonido en el eje horizontal y vertical.

Auro 11.1 es un sistema basado en canales y, por lo tanto, difiere en su capacidad en comparación con formatos de la competencia como Dolby Atmos y DTS: X. La capa de altura permite la colocación de reflejos de fondo y reverberaciones observadas en la naturaleza, así como permite un desplazamiento uniforme desde la capa base hasta el techo. Aun así, la falta de canal trasero envolvente restringe la panoramización por culpa de la diferenciación entre el sector lateral y posterior. De manera similar, el uso de arreglos para canales envolventes y superiores también impide la localización de sonido puntual a lo largo de las paredes y dentro del espacio del cine. El formato Auromax amplía las capacidades de Auro 11.1 para acercarse a Dolby Atmos y DTS: X.
El sistema utiliza el códec Auro-3D Octopus, que permite comprimir los 12 canales en 6 canales utilizando los bits menos significativos para los canales adicionales y sus metadatos. Esto permite que Auro 11.1 se reproduzca como 5.1 en ausencia de un decodificador.
El primer sistema Auro 11.1 se instaló en mayo de 2010 en Galaxy Studios y el formato se lanzó en la conferencia de audio espacial (AES) en octubre de 2010 en Tokio. Para diciembre de 2014, se habían comprometido e instalado 550 instalaciones en cines de todo el mundo.
La primera película mezclada en Auro 11.1 fue Red Tails de Lucasfilm, lanzada en enero de 2012. El 1 de noviembre de 2012, DreamWorks la animación anunció que  libere 15 de su upcoming películas en el Auro 11.1 formato.

## Productos
El conjunto tecnológico Auro 11.1 contiene la codificación Auro-Codec, los plugins de decodificación, el plugin Auro-Matic upmixer y el plugin Auro-Panner.

### El decodificador Auro 11.1
El decodificador Auro 11.1 es una solución basada en firmware compatible con servidores de cine Doremi, que se activa una vez que se detectan los metadatos en una secuencia de Auro 11.1. Una vez decodificado, el bloque de medios enruta los canales al procesador de audio AP24 3D.

### AP24 3D audio procesador
El procesador de audio AP24 3D procesa las transmisiones recibidas desde el decodificador y permite cambiar entre 6 y 12 canales de reproducción de forma automática o mezcla ascendente con Auro 11.1.

## Películas lanzadas en Auro 11.1
Fuentes:
| Título                                            | Fecha de lanzamiento     | Idioma                  |
| ------------------------------------------------- | ------------------------ | ----------------------- |
| Red Tails                                         | 20 de enero de 2012      | Inglés                  |
| Madame Mariposa 3D                                | 5 de marzo de 2012       |                         |
| El origen de los Guardianes                       | 21 de noviembre de 2012  | Inglés                  |
| Het Bombardement                                  | 20 de diciembre de 2012  | Holandés                |
| Vishwaroopam                                      | 25 de enero de 2013      | Tamil, hindi            |
| Ameerin Aadhi Bhagavan                            | 22 de febrero de 2013    | Tamil                   |
| Oz the Great and Powerful                         | 8 de marzo de 2013       | Inglés                  |
| El Croods                                         | 22 de marzo de 2013      | Inglés                  |
| Shadow                                            | 27 de abril de 2013      | Telugu                  |
| Turbo                                             | 17 de julio de 2013      | Inglés                  |
| Mr. Go                                            | 17 de julio de 2013      | Coreano, japonés, chino |
| Maryan                                            | 19 de julio de 2013      | Tamil                   |
| Elysium                                           | 9 de agosto de 2013      | Inglés                  |
| Diana                                             | 20 de septiembre de 2013 | Inglés                  |
| Young Detective Dee: Rise of the Sea Dragon       | 28 de septiembre de 2013 | Mandarín                |
| Stalingrad                                        | 10 de octubre de 2013    | Ruso, alemán            |
| Sutta Kadhai                                      | 25 de octubre de 2013    | Tamil                   |
| El juego de Ender                                 | 1 de noviembre de 2013   | Inglés                  |
| Vidiyum Munn                                      | 29 de noviembre de 2013  | Tamil                   |
| The Adventurer: Curse of the Midas Box            | 10 de enero de 2014      | Inglés                  |
| 1: Nenokkadine                                    | 10 de enero de 2014      | Telugu                  |
| Jilla                                             | 10 de enero de 2014      | Tamil                   |
| I, Frankenstein                                   | 24 de enero de 2014      | Inglés                  |
| Swapaanam                                         | 27 de febrero de 2014    | Malayalam               |
| Las aventuras de Peabody y Sherman                | 7 de marzo de 2014       | Inglés                  |
| D-Day: Normandy 1944                              | March 2014               |                         |
| Oculus                                            | 11 de abril de 2014      | Inglés                  |
| Damaal Dumeel                                     | 18 de abril de 2014      | Tamil                   |
| Kaanchi: The Unbreakable                          | 25 de abril de 2014      | Hindi                   |
| The Amazing Spider-Man 2: Rise of Electro         | 2 de mayo de 2014        | Inglés                  |
| Fool Cool Rock! ONE OK ROCK - Película Documental | 16 de mayo de 2014       | Japonés, inglés         |
| Kochadaiiyaan                                     | 22 de mayo de 2014       | Tamil                   |
| Cómo entrenar a tu dragón 2                       | 20 de junio de 2014      | Inglés                  |
| Transformers: la era de la extinción              | 27 de junio de 2014      | Inglés                  |
| Arima Nambi                                       | 4 de julio de 2014       | Tamil                   |
| Ramanujam                                         | 11 de julio de 2014      | Tamil                   |
| 1:13:7 Ek Tera Saat                               | 13 de julio de 2014      | Hindi                   |
| The House That Never Dies                         | 18 de julio de 2014      | Mandarín                |
| Lucy                                              | 25 de julio de 2014      | Inglés                  |
| Alludu Seenu                                      | 25 de julio de 2014      | Telugu                  |
| Tortugas Ninja                                    | 8 de agosto de 2014      | Inglés                  |
| Into the Storm                                    | 8 de agosto de 2014      | Inglés                  |
| Kathai Thiraikathai Vasanam Iyakkam               | 15 de agosto de 2014     | Tamil                   |
| The Expendables 3                                 | 15 de agosto de 2014     | Inglés                  |
| Aindhaam Thalaimurai Sidha Vaidhiya Sigamani      | 22 de agosto de 2014     | Tamil                   |
| Peruchazhi                                        | 29 de agosto de 2014     | Malayalam               |
| The Maze Runner                                   | 19 de septiembre de 2014 | Inglés                  |
| Black & White: The Dawn of Justice                | 1 de octubre de 2014     | Taiwanés                |
| John Wick                                         | 24 de octubre de 2014    | Inglés                  |
| Onnumae Puriyalai                                 | Octubre de 2014          | Tamil                   |
| Chaar Sahibzaade                                  | 6 de noviembre de 2014   | Punjabi                 |
| Wir waren Könige                                  | 13 de noviembre de 2014  | Alemán                  |
| Los juegos del hambre: sinsajo - Parte 1          | 21 de noviembre de 2014  | Inglés                  |
| Vizhi Moodi Yosithaal                             | 21 de noviembre de 2014  | Tamil                   |
| Gollu aur Pappu                                   | 21 de noviembre de 2014  | Hindi                   |
| Los pingüinos de Madagascar                       | 26 de noviembre de 2014  | Inglés                  |
| Aaah                                              | 28 de noviembre de 2014  | Tamil                   |
| Bowling Balls                                     | 17 de diciembre de 2014  | Tamil                   |
| The Taking of Tiger Mountain                      | 23 de diciembre de 2014  | Mandarín                |
| Kappal                                            | 25 de diciembre de 2014  | Tamil                   |
| Unbroken                                          | 25 de diciembre de 2014  | Inglés                  |
| Freedom                                           | 2014                     | Hindi                   |
| Mayapuri                                          | 9 de enero de 2015       | Malayalam               |
| JK Enum Nanbanin Vaazhkai                         | 15 de enero de 2015      | Tamil, Telugu           |
| American Sniper                                   | 16 de enero de 2015      | Inglés                  |
| Isai                                              | 30 de enero de 2015      | Tamil                   |
| El destino de Júpiter                             | 6 de febrero de 2015     | Inglés                  |
| From Vegas to Macau II                            | 19 de febrero de 2015    | Cantonese, mandarín     |
| Anegan                                            | Febrero de 2015          | Tamil                   |
| Uttama Villain                                    | Febrero de 2015          | Tamil                   |
| The Divergent Series: Insurgent                   | 20 de marzo de 2015      | Inglés                  |
| Home                                              | 27 de marzo de 2015      | Inglés                  |
| El secreto de Adaline                             | 8 de abril de 2015       | Inglés                  |
| Vaaliba Raja                                      | 29 de abril de 2015      | Tamil                   |
| Monk Comes Down the Mountain                      | 3 de julio de 2015       | Mandarín                |
| Papanasam                                         | 3 de julio de 2015       | Tamil                   |
| Minions                                           | 10 de julio de 2015      | Inglés                  |
| Pixels                                            | 24 de julio de 2015      | Inglés                  |
| Loham                                             | 20 de agosto de 2015     | Malayalam               |
| American Ultra                                    | 21 de agosto de 2015     | Inglés                  |
| A Tale of Three Cities                            | 28 de agosto de 2015     | Mandarín                |
| Maze Runner: The Scorch Trials                    | 18 de septiembre de 2015 | Inglés                  |
| Everest                                           | 18 de septiembre de 2015 | Inglés                  |
| Sicario                                           | 18 de septiembre de 2015 | Inglés                  |
| El último cazador de brujas                       | 23 de octubre de 2015    | Inglés                  |
| Los Juegos de Hambre: Mockingjay – Parte 2        | 20 de noviembre de 2015  | Inglés                  |
| En el corazón del mar                             | 11 de diciembre de 2015  | Inglés                  |
| Mojin: The Lost Legend                            | 18 de diciembre de 2015  | Inglés                  |
| Mr. Six                                           | 24 de diciembre de 2015  | Mandarín                |
| Kung Fu Panda 3                                   | 28 de enero de 2016      | Inglés                  |
| Skiptrace                                         | 15 de febrero de 2015    | Inglés                  |
| Flight Crew                                       | 21 de abril de 2016      | Ruso                    |
| 28 Panfilovcev                                    | April 2016               | Ruso                    |
| Warcraft                                          | 25 de mayo de 2016       | Inglés                  |
| The Secret Life of Pets                           | 24 de junio de 2016      | Inglés                  |
| Ludo                                              | Junio de 2016            | Tamil                   |
| La leyenda de Tarzán                              | 1 de julio de 2016       | Inglés                  |
| Cazafantasmas                                     | 21 de julio de 2016      | Inglés                  |
| Ice Age: Collision Course                         | 22 de julio de 2016      | Inglés                  |
| Jason Bourne - Solo en China                      | 23 de agosto de 2016     | Inglés                  |
| Inferno                                           | 12 de octubre de 2016    | Inglés                  |
| Trolls                                            | 4 de noviembre de 2016   | Inglés                  |
| Sing                                              | 21 de diciembre de 2016  | Inglés                  |
| Passengers                                        | 21 de diciembre de 2016, | Inglés                  |
| La gran muralla                                   | 17 de febrero de 2017    | Inglés                  |
| An Invitation                                     | 2016                     | Ruso                    |
| TAKE2                                             | 26 de enero de 2017      | Mandarín                |
| Journey to the West: The Demons Strike Back       | 28 de enero de 2017      | Mandarín                |
| Cincuenta sombras más oscuras                     | 10 de febrero de 2017    | Inglés                  |
| La gran muralla                                   | 17 de febrero de 2017    | Inglés                  |
| The Boss Baby                                     | 31 de marzo de 2017      | Inglés                  |
| The Fate of the Furious                           | 14 de abril de 2017      | Inglés                  |
| Captain Underpants: The First Epic Movie          | 2 de junio de 2017       | Inglés                  |
| La momia                                          | 9 de junio de 2017       | Inglés                  |
| Spider-Man: Homecoming                            | 6 de julio de 2017       | Inglés                  |